# Château de Saulon
Le château de Saulon est un château du XVIe siècle sur un parc de 27 hectares à Saulon-la-Rue dans le département de la Côte-d'Or en Bourgogne-Franche-Comté, exploité en tant qu'hôtel restaurant.

## Historique
Le château est bâti au XVIe siècle et reconstruit à la fin du XVIIe siècle.
Il est, à ce jour, exploité en tant qu'hôtel 4 étoiles.